# Christian Jank

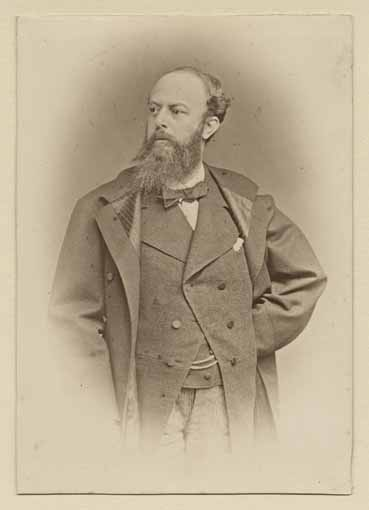
Christian Jank, ca. 1880

Christian Jank (München, 15 juli 1833 - aldaar, 25 november 1888) was een Duits (theater)architect, decorontwerper en -schilder.

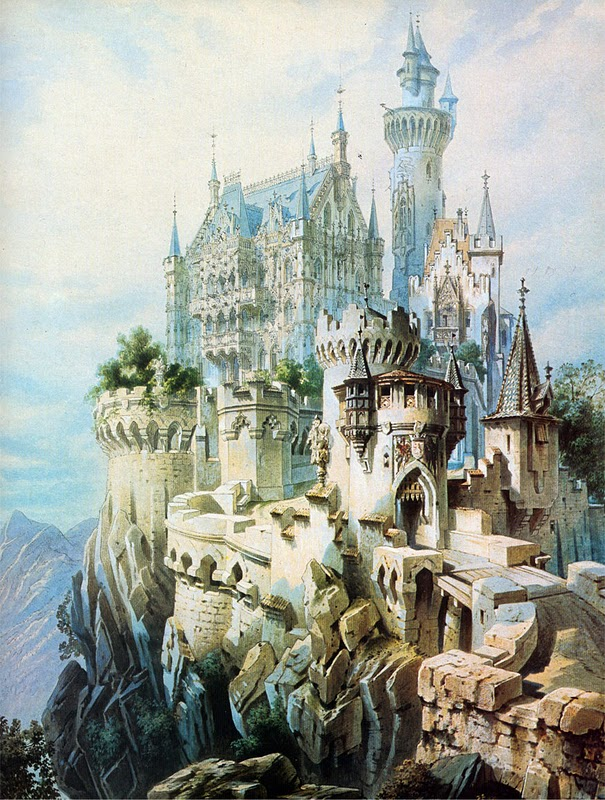
Ontwerp voor Slot Falkenstein, 1883

Hij werkte eerst als theaterarchitect en decorschilder in München waar hij onder meer betrokken was bij het vervaardigen van de decors voor de uitvoering van de opera Lohengrin van Richard Wagner. Zijn historiserende fantasie-ontwerpen vielen bij koning Lodewijk II van Beieren dusdanig in de smaak dat hij Jank ontwerpen liet maken voor bouwprojecten die geïnspireerd waren door de opera’s van Wagner. Het slot Neuschwanstein dat tussen 1869 en 1886 voor de koning gebouwd werd door Eduard Riedel en Georg Dollmann, was mede op ontwerpen van Jank gebaseerd. Hij werkte ook mee aan de inrichting van het slot Lindenhof en maakte ontwerpen voor de bouw van een nieuw Falkenstein in Pfronten, in het zuidwesten van Beieren aan de grens met Tirol, die echter door de dood van Lodewijk niet verder gerealiseerd werden.